# Saint-Agil
Saint-Agil là một xã cũ thuộc tỉnh Loir-et-Cher miền trung nước Pháp. Ngày 1 tháng 1 năm 2018, Saint-Agil sáp nhập vào xã mới Couëtron-au-Perche.